# Frame Check Sequence

Una trama de Ethernet, que incluye la terminación FCS.

El Frame Check Sequence es un conjunto de bits adjuntos al final de la trama Ethernet  utilizado para verificar la integridad de la información recibida mediante una "secuencia" de verificación de trama incorrecta, también conocido como CRC o checksum. En una trama con error de FCS, es probable que la información del encabezado sea correcta, pero la checksum que calcula la estación receptora no concuerda con la que adjunta la estación transmisora al extremo de la trama. Por lo tanto, se descarta la trama.
Una gran cantidad de errores FCS provenientes de una sola estación indican, por lo general, una NIC defectuosa o falla o corrupción en los controladores del software, o un cable defectuoso que conecta esa estación a la red. Si los errores FCS están asociados con muchas estaciones, por lo general, pueden rastrearse a la presencia de un cableado defectuoso, una versión defectuosa del controlador de la NIC, un puerto del hub defectuoso o a ruido inducido en el sistema de cables.
Un mensaje que no termina en un límite de octeto se conoce como error de alineamiento. En lugar del número correcto de bits binarios que forman agrupaciones completas de octetos, hay bits adicionales que sobran (menos de ocho). Una trama así se trunca en el límite del octeto más cercano, y si la checksum de FCS falla, entonces, se informa un error de alineamiento. Esto es causado a menudo por controladores de software dañados, o una colisión, y con frecuencia viene acompañado por una falla de la checksum de FCS.
Una trama con un valor válido en el campo "longitud" pero que no concuerda con el número real de octetos contabilizados en el campo de datos de la trama recibida recibe el nombre de error de rango. Este error también aparece cuando el valor del campo de longitud es menor que el tamaño mínimo legal sin relleno para el campo de datos. Un error, similar, fuera de rango, se informa cuando el valor del campo "longitud" indica que el tamaño de los datos es demasiado grande para ser legal.
Fluke Networks ha acuñado el término fantasma para referirse a la energía (ruido) que se detecta en el cable y que parece ser una trama, pero que carece de un SFD válido. Para ser considerada fantasma, la trama debe tener una longitud de al menos 72 octetos, incluyendo el preámbulo. De lo contrario, se clasifica como colisión remota. Debido a la naturaleza peculiar de los fantasmas, cabe notar que los resultados de las pruebas dependen en gran medida del lugar donde se efectuó la medición del segmento.
Las mallas a tierra y otros problemas de cableado son normalmente la causa de los fantasmas. La mayoría de las herramientas de monitoreo de la red no reconocen la existencia de fantasmas por la misma razón que no reconocen las colisiones de los preámbulos. Las herramientas confían completamente en lo que el chipset les dice. Los analizadores de protocolo basados en software, muchos analizadores de protocolos basados en hardware, las herramientas de diagnóstico manuales así como la mayoría de las sondas de monitoreo remoto (ROMMON) no informan de estos eventos.
- Datos: Q884773